# Kanton Narbonne-Ouest
Der Kanton Narbonne-Ouest war bis 2015 ein französischer Wahlkreis im Arrondissement Narbonne, im Département Aude und in der Region Languedoc-Roussillon. Die landesweiten Änderungen in der Zusammensetzung der Kantone brachten im März 2015 seine Auflösung.
Der Kanton umfasste den westlichen Teil der Stadt Narbonne und acht weitere Gemeinden.

## Gemeinden
| Gemeinde                | Code postal | Code Insee |
| ----------------------- | ----------- | ---------- |
| Bizanet                 | 11200       | 11040      |
| Canet                   | 11200       | 11067      |
| Marcorignan             | 11120       | 11217      |
| Montredon-des-Corbières | 11100       | 11255      |
| Moussan                 | 11120       | 11258      |
| Narbonne                | 11100       | 11262      |
| Névian                  | 11200       | 11264      |
| Raissac-d’Aude          | 11200       | 11307      |
| Villedaigne             | 11200       | 11421      |